# Mark Knight
Mark Kenneth Knight (* 20. Juni 1973 in Maidstone) ist ein britischer Tech-House-DJ, Remixer und Musikproduzent.

## Leben
Mark Knight begann um 2000 das Auflegen in seiner Heimatregion und produzierte erste House-Tracks. 2003 gründete er das House-label Toolroom, während Knight immer größere Auftritte verbuchen konnte, darunter weltweite Club- und Festivalauftritte sowie sommerliche Residencies auf Ibiza. 2008 wurde er in der Top-100-DJ-Wahl des Magazins DJ Magazine auf Platz 42 gewählt.

## Diskografie (Auswahl)

### Alben
- 2016: A Year in the Life

### Singles & EPs
- 2002: The Groove
- 2003: Tonight
- 2003: Burning Up (mit Angie Brown)
- 2004: We Got Tha (mit A.T.F.C.)
- 2004: Non Stop Rock
- 2004: Filthy House
- 2006: This is Jack (mit Paul Harris)
- 2006: Insatiable (mit Katherine Ellis)
- 2007: Party Animal
- 2007: Colombian Soul (mit D.Ramirez)
- 2009: Downpipe (mit D.Ramirez vs. Underworld)
- 2012: Nothing Matters (mit Skin)
- 2015: Chaos Theory (mit Adrian Hour)
- 2016: Bang! (mit Alan Banjo)

### DJ-Mixe
- 2008: Toolroom Knights
- 2011: House Works